# Amsterdam Machzor

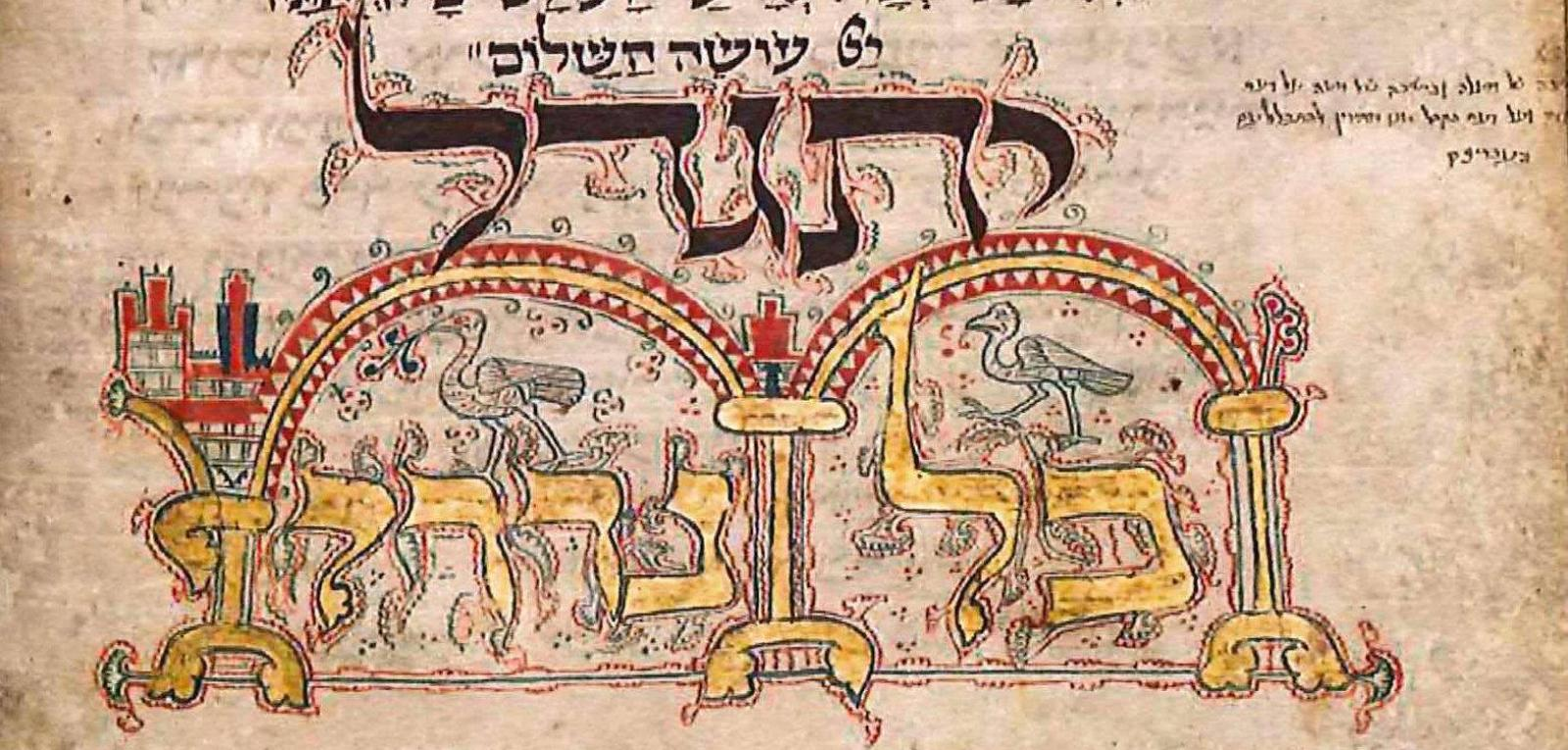
Amsterdam Machzor, Folium 180v, detailopname

De Amsterdam Machzor (ook wel bekend als de Grote Machzor) is een machzor (gebedsboek) voor Joodse feestdagen en speciale sabbatten, het werd vermoedelijk rond 1240 in Keulen gemaakt. Het uitvoerig ontworpen handschrift is een van de oudste manuscripten in zijn soort in de Duitstalige wereld. In 2017 werd het door musea in Keulen en Amsterdam gezamenlijk aangekocht voor vier miljoen euro en zal het afwisselend in beide steden tentoongesteld worden.

## Geschiedenis
De Amsterdam Machzor (machsor =' cyclus', pl. Machsorim) is een van de vroegst verlichte Hebreeuwse manuscripten van asjkenazische oorsprong. Er wordt van uitgegaan dat het in de middeleeuwse synagoge van Keulen tijdens belangrijke feestdagen werd gebruikt. In 1424 werden de joden uit Keulen verdreven en werd de synagoge een christelijke kapel; tijdens de Tweede Wereldoorlog werd deze verwoest. Hoe het kostbare manuscript in Amsterdam terecht kwam is niet bekend.
Op basis van een notitie in de Machzor is bekend dat deze ongeveer 200 jaar later eigendom was van de Amsterdamse drukker Feivesh ha-Levi, ook bekend als Uri Phoebus ha-Levi. Deze drukker en uitgever was de kleinzoon van Moses Uri Ha-Levi, de eerste rabbijn van een sefardische gemeenschap in Amsterdam en dus tegelijkertijd in Noord-Europa.
Zijn vader Aaron was cantor van de Portugese gemeenschap in Amsterdam. Moses Uri Ha-Levi en zijn zoon Aaron waren  Asjkenazische Joden. Joods Amsterdam: synagoge Jonkerstraat De Machzor beschrijft de Asjkenazische riten. Volgens de notities in het manuscript overhandigde ha-Levi het in 1669 aan de joodse gemeente in Amsterdam, waarvan hij zich eerder in een ruzie had afgescheiden. Om zich met de congregatie te verzoenen, gaf hij hun de Machzor.
In de gemeente Amsterdam was het boek tijdens feestdagen tot de Tweede Wereldoorlog in gebruik. Vanaf 1955 was de Machzor permanent bij het Amsterdams Joods Historisch Museum in bruikleen; vanaf 1963 was hij permanent in bruikleen bij het Amsterdams Joods Museum in Keulen in het kader van de tentoonstelling Monumenta Judaica - 2000 jaar Joodse geschiedenis en cultuur aan de Rijn.
In 2010 werd het te koop aangeboden door de joodse gemeenschap, deze had geld nodig voor de bouw van het Nationale Holocaust Museum tegenover de Schouwburg in Amsterdam. De voorwaarde voor de verkoop was dat de Machzor in openbaar bezit zal blijven. Het manuscript, dat ondanks zijn lange en bewogen geschiedenis in uitstekende staat verkeert, staat in Nederland sinds 1988 op de lijst van cultuurgoederen die het waard zijn om te behouden.

## Beschrijving
De Machzor is 47,5 bij 34 centimeter groot, ongeveer acht centimeter hoog en bestaat uit 331 ingebonden perkamentbladen. De omslag is gemaakt van leer en heeft twee koperen klemmen. De pagina's zijn rijkelijk versierd met veelkleurige randen, lichtgevende ornamenten en vergulde initialen. Het boek bevat de liturgieën over Rosj Hasjana, Jom Kipoer, Poerim, Pesach en Sjavoeot. Daarnaast worden liederen en gebeden van de Tenach opgeschreven, die op de belangrijke joodse feestdagen werden voorgedragen. Dit soort gebedsboeken, met behulp waarvan de Chazan de openbare gebeden in de synagoge leidde, werden voornamelijk gebruikt in joodse gemeenschappen in het gebied van het heilige roomse rijk van de Duitse natie, voornamelijk vanaf het midden van de 13e tot het midden van de 14e eeuw. De Machzor bevat relatief weinig gemeenschappelijke gebeden, maar voornamelijk liturgische poëzie (pijjutim), waarin het wezenlijk verschilt van de toenmalige gebedsboeken. Deze gedichten zijn onder andere door Simon b. Isaak gecomponeerd, een vermoedelijk in Le Mans geboren jood uit Mainz, die vermoedelijk tussen 1015 en 1020 stierf.
Noch de plaats van vervaardiging, noch de namen van de duidelijk rijke opdrachtgever en schrijver zijn bekend. De bijzonderheden van de liturgie in het boek duiden echter op een oorsprong uit het Rijnland, zoals het ontbreken van een vaste orde van de penitentiële gebeden rond om het verzoeningsfeest Jom Kipoer, een bijzonderheid van de in deze manier in Keulen geoefende rite.
De prachtige illustraties – met onder meer leeuwen, griffioenen, een pauw en een fort – en de elegante kalligrafie van het Hebreeuwse vierkante lettertype wijzen op de oorsprong in een metropool waar de schrijvers een overeenkomstig hoog artistiek niveau tentoonstelden; in het toenmalige Rijnland werd alleen Keulen als zodanig beschouwd. Ook wordt Keulen genoemd in een kleine noot die later is toegevoegd.
De datering is onder meer gebaseerd op het feit dat mensen in dit boek met gezichten worden afgebeeld. Later begonnen Hebreeuwse manuscripten in het Duitstalige gebieden dierkoppen toe te voegen aan portretten van mensen om het bijbelse beeldverbod niet te schenden.
De pagina's van de Machzor zijn genummerd – dit gebeurde vermoedelijk in de late 19e eeuw – met zowel Hebreeuwse en Arabische cijfers, waarvan sommige zijn weggelaten. Vermoedelijk werden deze pagina's tijdelijk op een andere plaats bewaard en later geplaatst. De pagina met de gebeden om uit te spreken aan het begin van Jom Kipoer ontbreekt. Omdat deze pagina vermoedelijk bijzonder rijk geïllustreerd was, is deze waarschijnlijk gestolen.

## Aankoop
In december 2017 verwierf de Landschaftsverband Rheinland samen met het Amsterdams Joods Historisch Museum voor vier miljoen euro de Amsterdamse Machzor van de Joodse Gemeente Amsterdam. Aan Duitse zijde werd de aankoop mogelijk gemaakt met financiële steun van de Kulturstiftung der Länder, de Ernst von Siemens Kunststiftung, de C. L. Grosspeter Foundation, de Rheinischer Sparkassen- und Giroverband, de Sparkasse KölnBonn en de Kreissparkasse Köln. De Machzor zal het middelpunt vormen van het Keulse Museum [[MiQua]], dat momenteel in aanbouw is en in 2021 geopend zal worden. Het manuscript zal dan rond de jaarwisseling in Keulen en Amsterdam te zien zijn. Er zijn ook plannen om een digitale versie van de Machzor te maken, die door bezoekers kan worden bekeken en die ook het origineel weergeeft wanneer het zich in het andere museum bevindt.

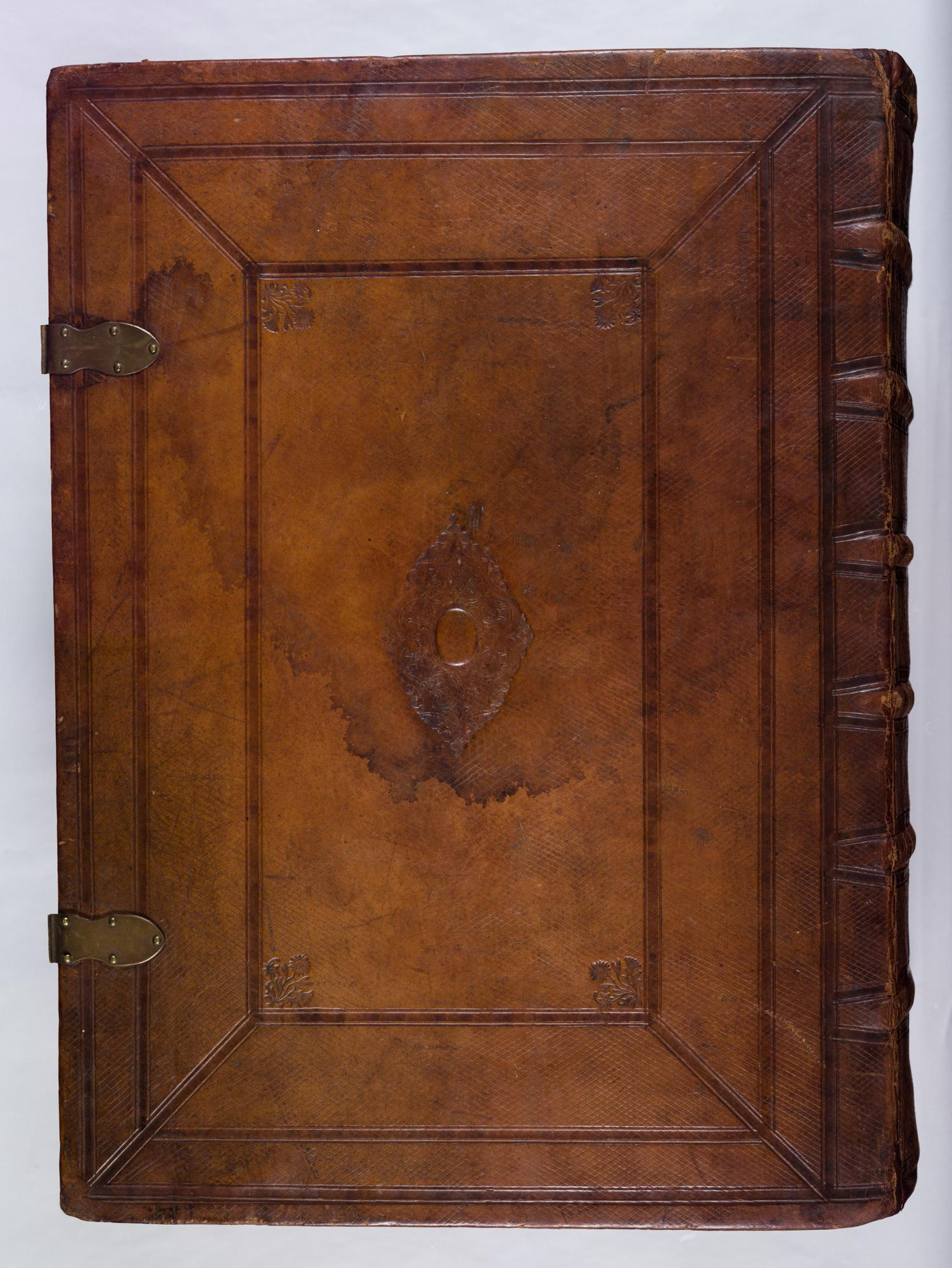
boekband, voorkant
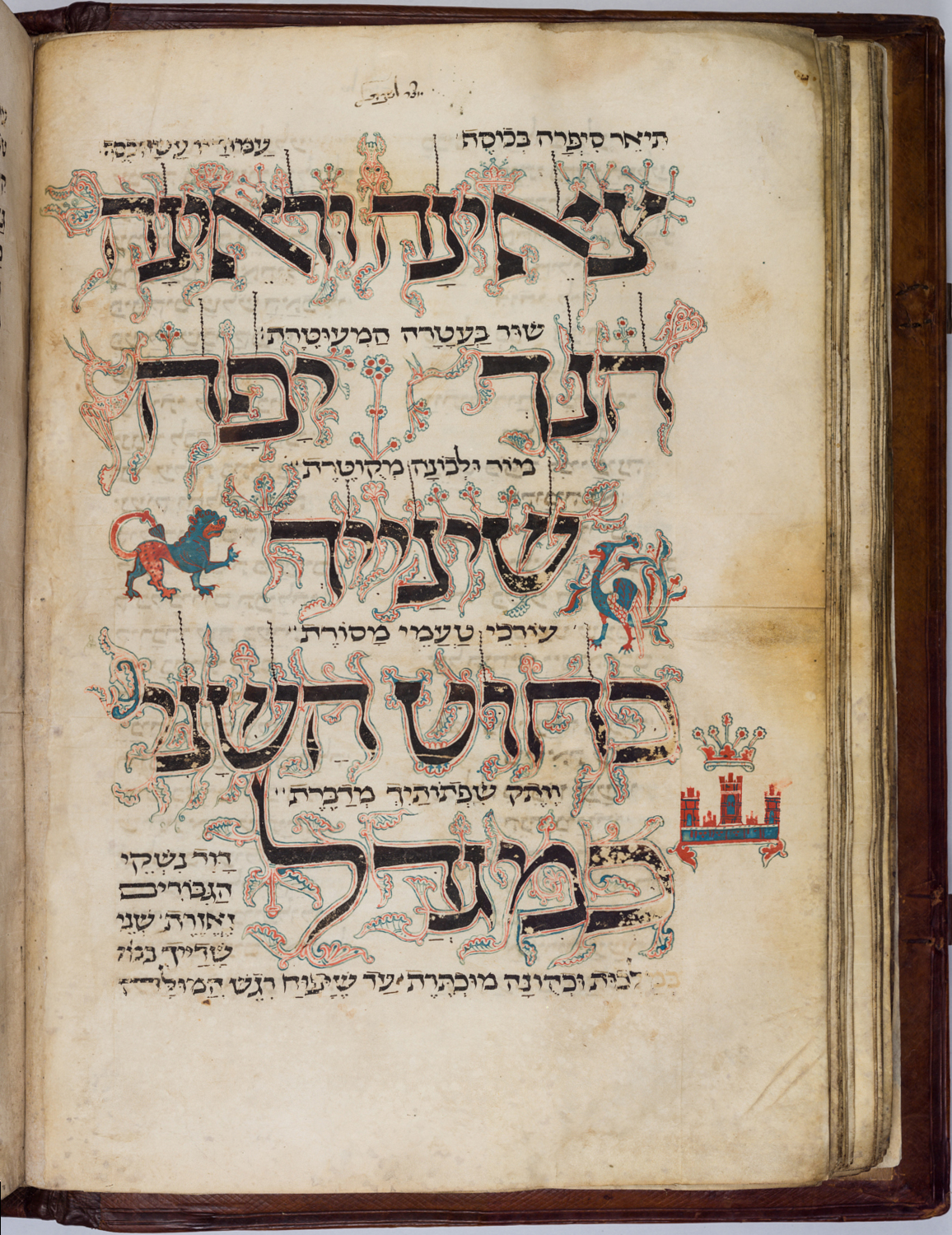
Folium 058v
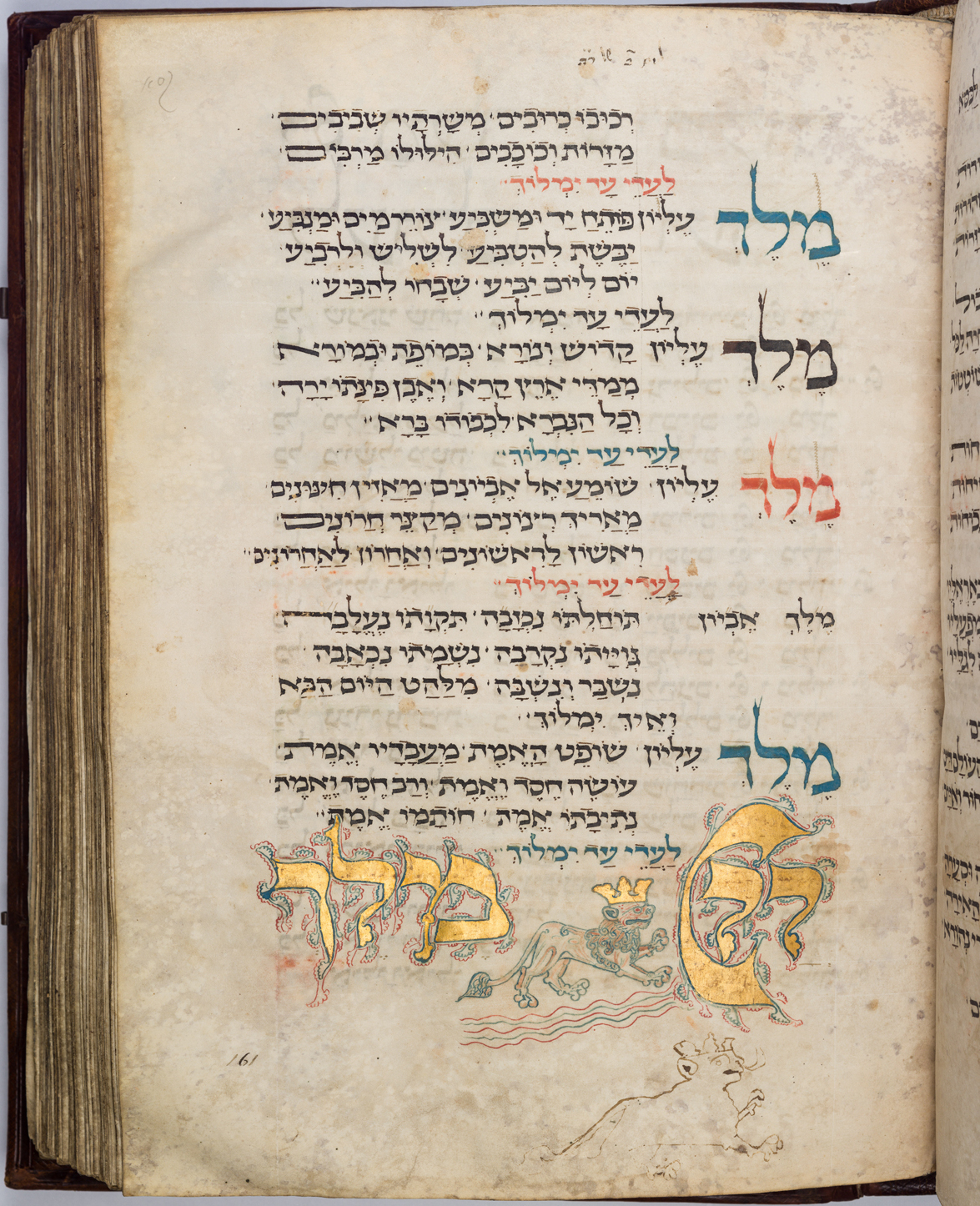
Folium 161r
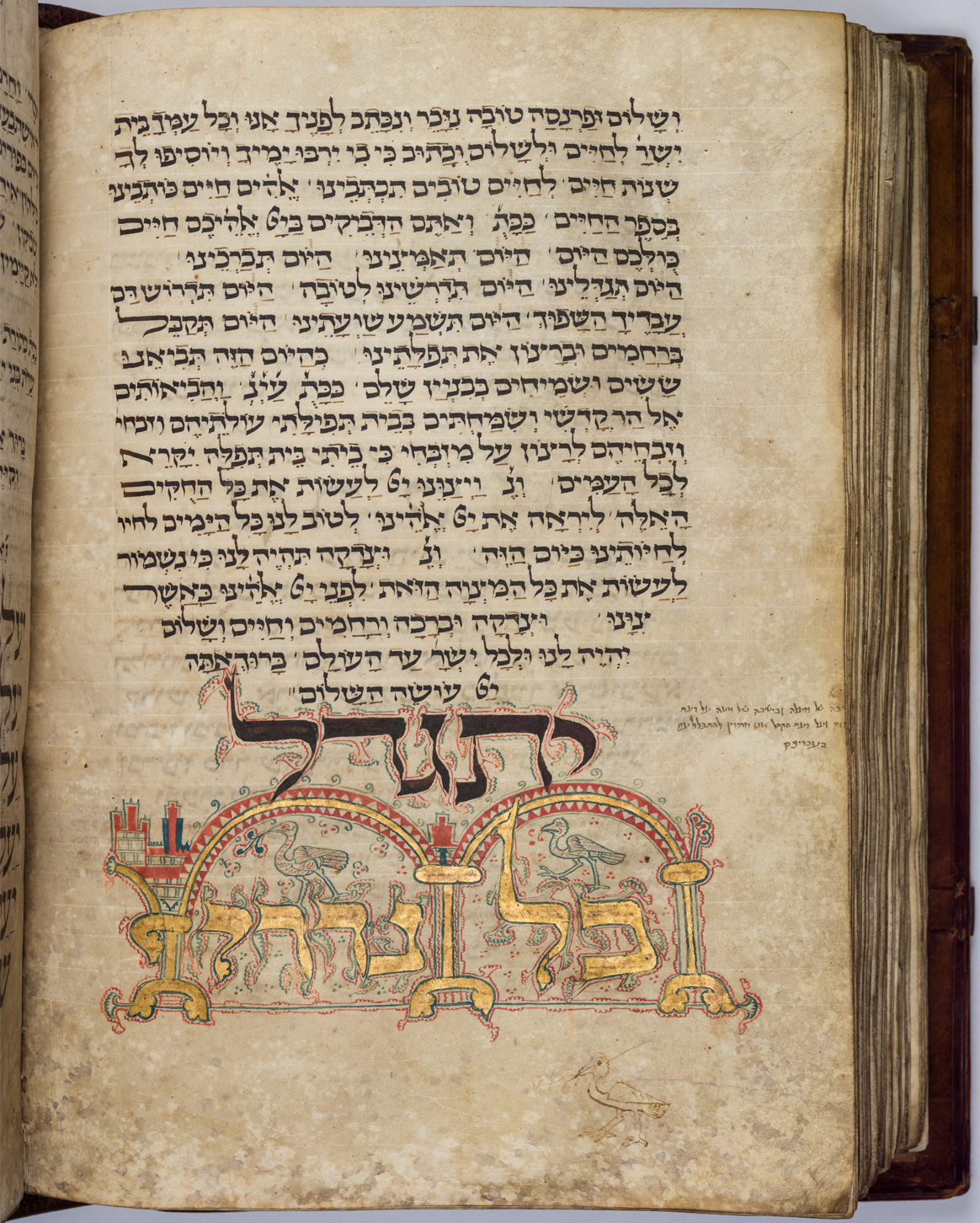
Folium 180v